# Don Mattera

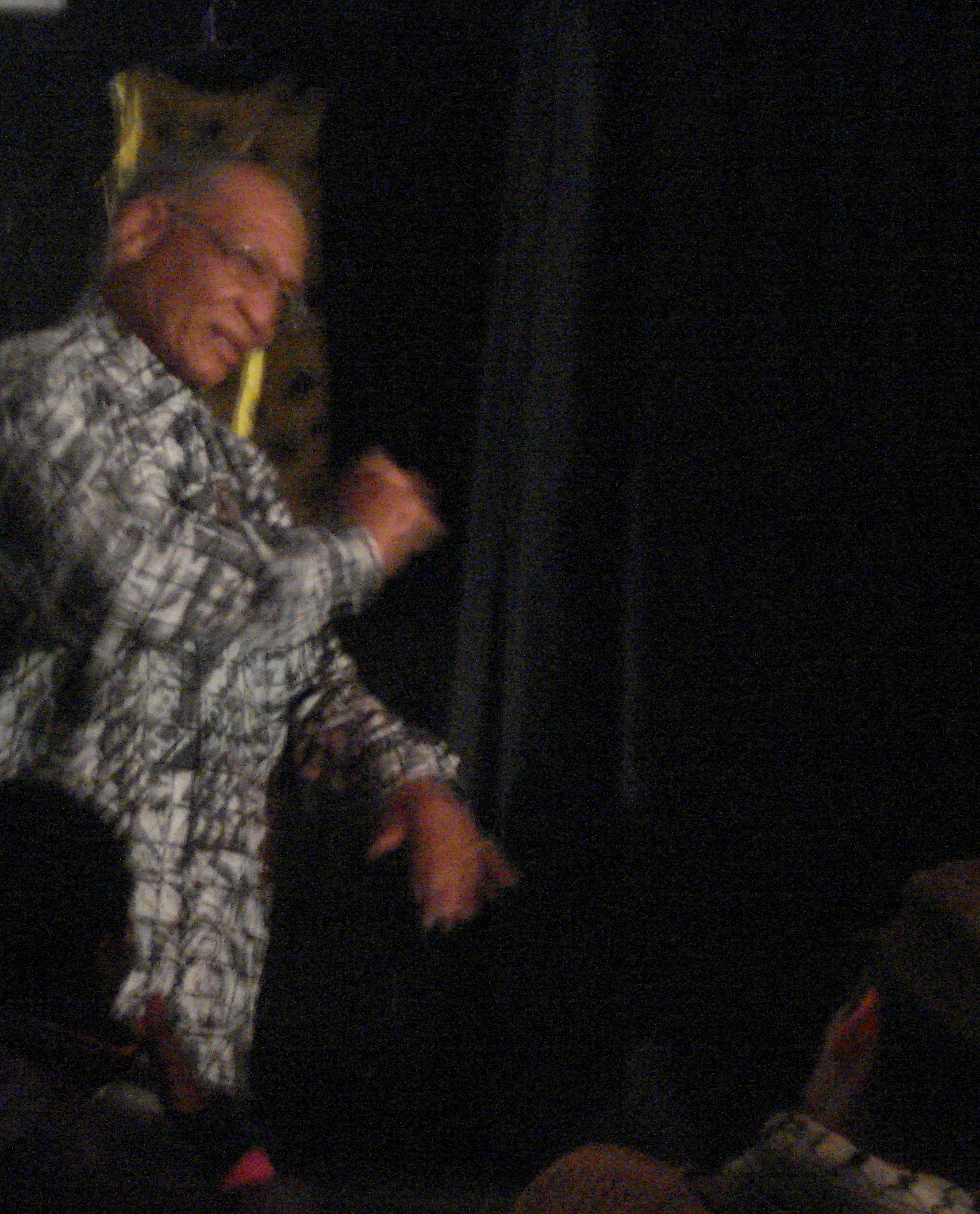
Don Mattera im Katilist Theatre in Kapstadt (September 2007)

Don Mattera (* 30. November 1935 in Western Native Township, Johannesburg (nach anderen Quellen: 1934); eigentlich Donato Francisco Mattera, Spitzname Bra Zinga; † 18. Juli 2022 in Pretoria) war ein südafrikanischer Schriftsteller und Journalist. Er gewann zahlreiche Preise und ist für seinen Kampf gegen die Apartheid bekannt.

## Leben
Matteras Großvater war ein Italiener, der eine Xhosa oder Khoisan aus der damaligen Kapprovinz heiratete. Don Matteras Vater wurde als Italiener klassifiziert. Seine Mutter gehörte zum Volk der Batswana. Don Mattera wurde im Johannesburger Western Native Township, heute Stadtteil Westbury, geboren. Unter dem Apartheidsystem wurde er nach den Bestimmungen des Population Registration Act als Coloured eingestuft.
Mattera wurde von seinen Großeltern väterlicherseits adoptiert und besuchte das katholische Internat St Theresa in Durban. Mit 14 Jahren kehrte er nach Johannesburg zurück und lebte fortan in Pageview. Später zog er in den benachbarten Stadtteil Sophiatown, damals ein kulturelles Zentrum vor allem der Schwarzen in Südafrika. Dort war er Anführer der Gangsterbande The Vultures (deutsch: Die Geier). Während dieser Zeit bestand auch Kontakt zu Trevor Huddleston.
Er engagierte sich politisch gegen das Regime und wurde von 1973 bis 1982 gebannt. Drei Jahre stand er unter Hausarrest. Er wurde mehrmals gefoltert. Mattera gehörte dem Black Consciousness Movement an und trat der African National Congress Youth League bei. Er wirkte bei der Gründung der Union of Black Journalists und des Congress of South African Writers mit. Er wurde außerdem Mitglied des 1983 entstandenen National Forum, einer Gründung der Azanian People’s Organisation, das radikaler als die Oppositionsbewegung United Democratic Front war und radikaler als der ANC war. 1987 wurde seine Autobiografie Memory is the Weapon veröffentlicht, die vor allem von seiner Zeit in Sophiatown handelt.
Mattera arbeitete als Journalist für die südafrikanischen Zeitungen The Star, The Sunday Times, The Sowetan und The Weekly Mail. Er bildete zahlreiche südafrikanische Journalisten aus und war Mitbegründer des Verlags Skotaville Publishers. Mattera trat zum Islam über und ist für sein umfangreiches soziales Engagement in seinem Wohnort bekannt, dem Johannesburger Stadtteil Eldorado Park. So initiierte er das Harvey Cohen Centre für geistig und körperlich behinderte Kinder und unterstützte die Wiedereingliederung ehemaliger Strafgefangener. Die Texte im 2000 uraufgeführten Musical African Footprint sind Gedichte Matteras. 2003 war er Jurymitglied beim International Documentary Film Festival Amsterdam.
Mattera hatte neun Kinder.

## Auszeichnungen
- 1983: PEN Award für Azanian Love Song
- 1987: Tucholsky-Preis, PEN International[8]
- 1987: Steve Biko Prize für Memory is the Weapon, Schweden[8]
- 1993: Noma Children’s Book Award für The Five Magic Pebbles
- Ehrendoktorwürde für Literatur der Universität von Natal
- 1997: World Health’s Organisation’s Peace Award vom Centre of Violence and Injury Prevention
- 2006: Südafrikanischer Order of the Baobab in Gold[1]
- 2009: Ehrendoktorwürde für Literatur der Witwatersrand-Universität[8]

## Werke

### Theaterstücke
- Streetkids
- Apartheid in the Court of History
- 1983: Kagiso Sechaba
- 1983: One Time Brother (1984 gebannt)

### Prosa
- Memory is the Weapon, Ravan Press, Johannesburg 1987, ISBN 0-86975-325-8
- Gone with the Twilight: A Story of Sophiatown. Zed Books, London 1987, in den USA als Sophiatown: Coming of Age in South Africa
- The Storyteller. Justified Press, 1994, ISBN 0-947451-16-1
- The Five Magic Pebbles. Skotaville, Johannesburg 1992, ISBN 0-947479-71-6

- Sophiatown. Peter Hammer, Wuppertal 1994, ISBN 3-87294-628-5 (Zusammenstellung aus Memory is the Weapon und Gone with the Twilight)

### Gedichtbände
- Azanian Love Song. Skotaville, Johannesburg 1983, ISBN 0-620-06628-8
- Exiles Within. The Writers’ Forum, 1984
- The Heart of Love. AVS, 1997[11]